# Katéter

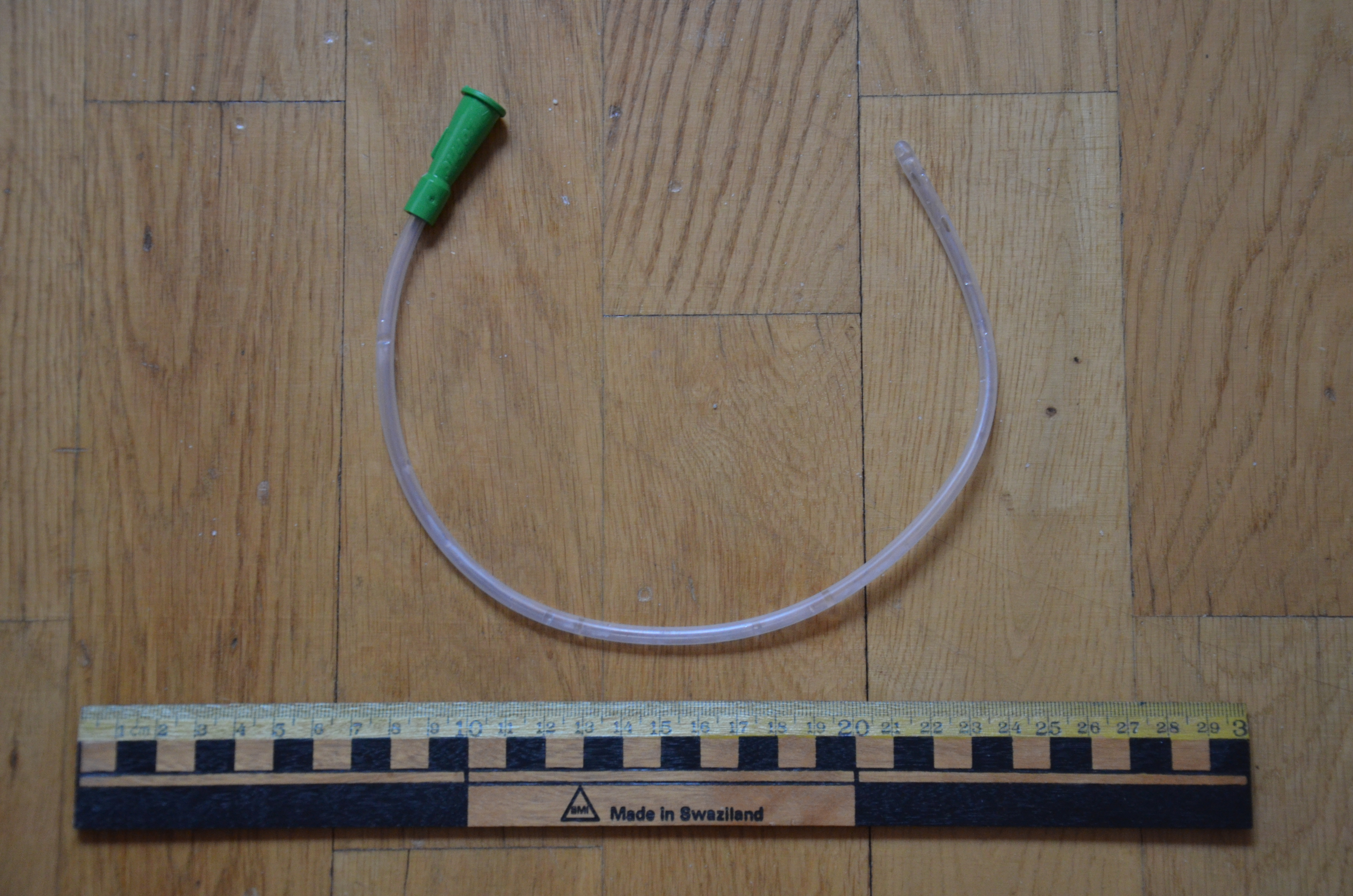
Egyszer használatos húgyhólyag-katéter, 40 cm

A katéter vékony, műanyagból, gumiból, szilikonból, fémből vagy üvegből készült kis cső vagy slag, amellyel az üreges szerveket, mint a húgyhólyag, a gyomor, a belek, különböző edények, a fül vagy a szív meg lehet szondáztatni, ki lehet üríteni, fel lehet tölteni vagy ki lehet öblíteni.
A kifejezés a görög καθετήρ kathetér „szonda“ szóból ered, amely a καϑιέναι kathiénai ’leengedni, ledobni’ igéből van képezve. Az orvosi nyelvben „szonda vagy finom hegy a húgyhólyagba való befecskendezéshez” jelentéssel is bír.
A katéter alkalmazására diagnosztikai (vizsgálati) vagy terápiai (kezelési) okokból kerül sor. A katéter bevezetését „katéterezésnek” nevezik. A külső átmérőjét a charriére (avagy „French” (Fr)) mértékegységben adják meg, utóbbi a skála francia eredetére utal. A belső átmérő különböző lehet.

## Orvosi használata
A vénakatétert központi vénakatéternek vagy perifériás katéternek, Broviac-katéternek, Hickman-katéternek vagy Port-katéternek is nevezik. A dialízis kezeléséhez a Sheldon-katétert és a Demers-katétert, illetve a peritoneális dialízis elvégzéséhez a peritoneális katétert használják.
Az urológiában a katétert a húgyhólyag tartalmának leeresztéséhez és diagnosztikai, valamint terápiás segédeszközként alkalmazzák. A diagnosztika során vizeletvételhez, illetve gyógyszerek és kontrasztanyagok beviteléhez szolgálnak.
A hagyományos angiográfiában (érfestésben) az edénykatétert (Gefäßkatheter), valamint a ballon katétert alkalmazzák. A kardiológiában szívkatétert használnak.
Az aneszteziológiában peridurális (epidurális?) katétert, illetve a folytatólagos regionális aneszteziológiában további (speciális) katétereket használnak. Csőkatétereket alkalmaznak a fül-orr-gégészetben.
Katétereket használnak a reprodukciós medicinában, pleura katétert a sebészetben, illetve a mellkassebészetben valamint az intravénás hozzáférés létrehozásához (zárt katéterrendszerek csökkentik a szennyezés és fertőzés kockázatát).

#### Hólyagkatéter
A húgyhólyagkatétert a vizelet leeresztéséhez a húgyvezetéken át avagy a hasfalon keresztül alkalmaznak. Az ureterkatétert 1890 óta alkalmazzák a vizelet veséből való leeresztéséhez a húgyvezetéken át a húgyhólyagba avagy a szervezeten kívülre. A kórházi betegek, csaknem 12-16%-ban végzik ezt a beavatkozást. Napjainkban már nemcsak kórházi körülmények között végzik, hanem vannak, akik naponta, saját magukat katéterezik meg.
A katéter használata történhet pár órán keresztül, de akár a beteg élettartamáig is. Felnőttek esetén 14-16 Ch méretű katéter az ajánlott.
Katéterezés menete:
A katéter felhelyezése előtt az orvosi eszközöket előkészíti, a beteget pedig felkészíti a beavatkozásra. A katéterezés alatt a beteg háton fekve helyezkedik el, felhúzott, kissé szétterpesztett lábakkal. A húgycsőnyílás fertőtlenítése után a katéter cső bevezetése történik. Ha steril vizeletre van szükségünk, akkor a csövőn elinduló vizeletet steril kémcsőbe fogják fel, illetve intermittáló katéterezésnél a vizelet lebocsájtása utána a katétert eltávolítják. Ha állandó katéter kerül felhelyezésre, akkor a katéter végén található ballont, mely a húgyhólyagban van, feltöltik 10ml 0,9%-os NaCl oldattal. Ez rögzíti a csövet és akadályozza meg annak kicsúszást.  A vizelet ezután a katéter zsákba gyűlik.  A katéter zsák cseréjét vagy a vizelet leengedését napi szinten a beteg végzi, és maga a katéter cső cseréje pedig meghatározott időnként, egészségügyi intézményben történik. Az állandó katéter, a katéter fajtájától függően, 1 héttől akár 6 hétig is folyamatosan a hólyagban lehet. Rövid, 1-2 hetes katéterezés alkalmával Foley, míg 4-6 hét esetén szilikon katétert használnak.
Nefrosztómiai-katétert a vizelet vesemedencéből való leeresztésére használnak a bőrön keresztül.

## Fordítás
- Ez a szócikk részben vagy egészben  a   Katheter című német Wikipédia-szócikk ezen változatának fordításán alapul.  Az eredeti cikk szerkesztőit annak laptörténete sorolja fel. Ez a jelzés csupán a megfogalmazás eredetét és a szerzői jogokat jelzi, nem szolgál a cikkben szereplő információk forrásmegjelöléseként.